# The Capitol Albums, Volume 1
The Capitol Albums, Volume 1 − CD бокс-сет британской группы The Beatles, выпущенный в США в 2004 году звукозаписывающей компанией Capitol Records. Сертифицирован RIAA как «золотой» и «платиновый» 17 декабря 2004 года.
Как и The Capitol Albums, Volume 2, бокс-сет содержит оригинальные американские моно- и стерео-версии британских записей The Beatles, ремастированных в 60-х на студии Capitol при подготовке к тиражированию на виниловых пластинках, из-за чего звучание американских и британских пластинок значительно различалось. Американские альбомы характерны более чистым, звонким звуком с высокими частотами на фоне глуховатых британских оригиналов. В американские альбомы часто включали оригинальные британские миксы, которые, после отправки в США, переделывались для британских альбомов. Для некоторых американских записей ливерпульской четверки Capitol использовала интенсивный эффект реверберации, а также дуофонию («дуофоническое стерео») — способ создания стереомиксов из монофонических (так было с синглами и бисайдами, которые в Британии микшировались только в моно и, соответственно, в этом же формате отправлялись и за океан). Иногда похожим образом создавались монофонические миксы — в этом случае двухканальные стерео-дорожки сводили в одну при отсутствии оригинальных моно-пленок. Таким образом, вследствие американского характерного мастеринга, самостоятельного производства некоторых стерео- и мономиксов, а также других особенностей, американский каталог The Beatles приобрел свое, отличное от британского, звучание. Многие аудиофилы до сих пор отдают предпочтение именно «американскому звуку».
Бокс-сет дебютировал в чарте альбомов Billboard 4 декабря 2004 года на 35-м месте, количество проданных экземпляров составило к тому моменту 37 тыс. 303. В хит-параде бокс-сет находился в течение шести недель.

## Перечень дисков
Каждый диск бокс-сета включает в себя как монофоническую, так и стереофоническую версии каждого альбома. Ниже приведены ссылки на статьи, относящиеся к каждому альбому.
| Диск | Наименование              | Номер по каталогу    |
| ---- | ------------------------- | -------------------- |
| 1    | Meet the Beatles!         | CDP 7243 8 66875 2 4 |
| 2    | The Beatles’ Second Album | CDP 7243 8 66877 2 2 |
| 3    | Something New             | CDP 7243 8 66876 2 3 |
| 4    | Beatles ’65               | CDP 7243 8 66874 2 5 |

## Рекламный диск
За несколько недель до выхода в свет бокс-сета радиостанциям и обозревателям был разослан рекламный (promotional) диск, озаглавленный «The Capitol Albums, Volume 1 Sampler» (номер по каталогу DPRO 7087 6 18966 2 6). Он включал в себя восемь песен, со стереофонической (треки 1−8) и монофонической (треки 9−16) версиями каждой из них.

## Список композиций
1. «All My Loving»
2. «I Wanna Be Your Man»
3. «I Call Your Name»
4. «Roll Over Beethoven» (Chuck Berry)
5. «Things We Said Today»
6. «If I Fell»
7. «She’s a Woman»
8. «I’m a Loser»

## Детали релиза
Бокс-сет из CD-дисков был выпущен в свет в ноябре 2004 года в различных странах.
| Страна         | Дата           | Лейбл                          | Номер по каталогу    |
| -------------- | -------------- | ------------------------------ | -------------------- |
| Великобритания | 15 ноября 2004 | Apple Records, Capitol Records | 8754002              |
| Франция        | 15 ноября 2004 | Parlophone                     |                      |
| Германия       | 15 ноября 2004 | Apple Records                  |                      |
| Австралия      | 15 ноября 2004 | EMI                            | 8753482              |
| США            | 16 ноября 2004 | Apple Records, Capitol Records | CDP 7243 8 66878 2 1 |
| Канада         | 16 ноября 2004 | Apple Records, Capitol Records |                      |
| Япония         | 17 ноября 2004 | Toshiba-EMI                    | TOCP 67601-04        |